# Richard Neal
Richard Edmund Neal (Worcester, Massachusetts; 14 de febrero de 1949) es un político estadounidense que ejerce  como representante de los Estados Unidos en el primer distrito congresional de Massachusetts desde 2013. Anteriormente desempeñó como representante de los Estados Unidos en el segundo distrito congresional de Massachusetts de 1989 a 2012. Miembro del Partido Demócrata, Neal ha sido decano de la delegación de Massachusetts en la Cámara de Representantes de Estados Unidos desde 2013, y también es decano de las delegaciones de la Cámara de Representantes de Nueva Inglaterra.
Fue presidente del Ayuntamiento de Springfield de 1979 a 1983 y alcalde de 1983 a 1989. Casi no tuvo oposición cuando se postuló para la Cámara de Representantes en 1988 y asumió el cargo en 1989.
Presidió el Comité de Medios y Arbitrios de la Cámara de 2019 a 2023 y es responsable de la supervisión del Congreso del Departamento del Tesoro y de la administración del código tributario federal por parte del Servicio de Impuestos Internos. También ha dedicado gran parte de su carrera a las relaciones entre Estados Unidos e Irlanda y a mantener la participación estadounidense en el proceso de paz de Irlanda del Norte. De tendencia liberal, se le considera moderado en temas como el aborto y el comercio. En enero de 2020, Neal fue incluido en el Salón de la Fama irlandés-estadounidense.

## Primeros años, educación y carrera académica
Nació el 14 de febrero de 1949, en Worcester, Massachusetts; siendo el mayor de tres hijos de Mary H. (Garvey) y Edmund John Neal. Él y sus dos hermanas menores fueron criados en Springfield por su madre, ama de casa, y su padre, conserje en MassMutual. Los abuelos maternos de Neal eran de Irlanda del Norte y sus abuelos paternos eran de Irlanda y Cornualles, Inglaterra. La madre de Neal murió de un ataque cardíaco cuando él tenía 13 años y él asistía a la escuela secundaria técnica de Springfield cuando murió su padre, un alcohólico. Neal y sus dos hermanas menores se mudaron con su abuela y más tarde con su tía, obligados a depender de los cheques del Seguro Social a medida que crecían.
Después de graduarse de la escuela secundaria, Neal asistió al Holyoke Community College en Holyoke, Massachusetts, y luego al American International College en Springfield. Se graduó en 1972 con una Licenciatura en Ciencias Políticas. Luego asistió a la Escuela Barney de Negocios y Administración Pública de la Universidad de Hartford, donde fue miembro de la Fraternidad Tau Kappa Psi, graduándose en 1976 con una Maestría en Administración Pública. Al principio de su carrera, Neal enseñó historia en el Cathedral High School de Springfield.

## Inicios en la política

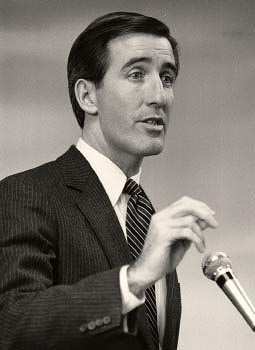
Neal durante su mandato como alcalde de Springfield

Neal comenzó su carrera política como copresidente de la campaña electoral de 1972 del candidato presidencial demócrata George McGovern en el oeste de Massachusetts. En 1973 se convirtió en asistente del alcalde de Springfield, William C. Sullivan. Neal fue elegido miembro del Concejo Municipal de Springfield en 1978 y fue nombrado Presidente del Concejo Municipal en 1979. Al año siguiente fue nombrado delegado del candidato presidencial Ted Kennedy en la Convención Nacional Demócrata de 1980.  Mientras era concejal de la ciudad, Neal enseñó historia en Cathedral High School y dio conferencias en Springfield College, American International College, Springfield Technical Community College y Western New England College.
En 1983, Neal hizo planes para desafiar a Theodore Dimauro, alcalde demócrata de Springfield. La presión llevó a Dimauro a retirarse y Neal fue elegido alcalde. Neal fue reelegido en 1985 y 1987. Como alcalde, Neal supervisó un período de crecimiento económico significativo, con más de 400 millones de dólares en desarrollo e inversión en la ciudad, y un superávit en el presupuesto de la ciudad. Trabajó para fortalecer la apariencia de Springfield, presionando para revivir y preservar las casas históricas de la ciudad e iniciando una Campaña de Ciudad Limpia para reducir la basura.

## Cámara de Representantes de Estados Unidos
Neal se postuló para la Cámara de Representantes de los Estados Unidos en el 2.º distrito congresional de Massachusetts en 1988 después de que Edward Boland, titular demócrata durante 18 mandatos, se retirara. Boland había alertado a Neal de su inminente retiro, dándole una ventaja en su campaña. Neal recaudó 200 000 dólares en contribuciones y recogió firmas en todo el distrito antes de que se anunciara formalmente el retiro. No tuvo oposición en las primarias demócratas, y su único oponente en las elecciones generales fue el candidato del Partido Comunista Louis R. Godena, a quien derrotó con más del 80 por ciento de los votos.
Desde entonces, Neal ha ganado la reelección cada dos años. El exalcalde de Springfield, Theodore Dimauro, reflejando el sentimiento de que Neal tenía una ventaja injusta en las elecciones anteriores, se postuló como retador en las primarias demócratas de 1990. La campaña de Dimauro se vio mancillada por un falso rumor que difundió sobre la situación financiera del Banco de Nueva Inglaterra, y Neal ganó las primarias fácilmente. No tuvo oposición en las elecciones generales, obteniendo el 68 por ciento de los votos. En 1992, su popularidad se vio amenazada por el escándalo bancario de la Cámara de Representantes, en el que había realizado docenas de sobregiros no penalizados en el Banco de la Cámara. Después de derrotar por poco a dos oponentes demócratas, fue desafiado por el republicano Anthony W. Ravosa Jr. y el independiente Thomas R. Sheehan. Neal ganó con el 53 por ciento de los votos.
En una encuesta de Springfield Union-News realizada a mediados de octubre de 1994, Neal estaba por delante de John Briare por sólo 6 puntos porcentuales. Neal gastó casi 500 000 de dólares en las últimas dos semanas de la campaña para derrotar a Briare. En las elecciones generales de 1994 también participó una candidata de un tercer partido, Kate Ross, que recibió el 6% de los votos. Con espacios en blanco, Neal en realidad recibió sólo el 51% de los votos en 1994.
Desde 1994, Neal ha tenido poca oposición electoral. Fue desafiado por Mark Steele en 1996 y lo despachó fácilmente con el 71 por ciento de los votos  y se presentó sin oposición en 1998. En 2000 ganó las primarias demócratas contra Joseph R. Fountain, quien desafió las posiciones de Neal como "anti -elección" y "anti-armas". Neal no había tenido oposición en las elecciones generales desde 1996, pero se enfrentó a su oponente republicano Tom Wesley en las elecciones al Congreso de Estados Unidos de 2010, que Neal ganó por un margen del 57% al 43%.
Durante sus primeros 12 mandatos en el Congreso, Neal representó un distrito centrado en Springfield y que se extendía hacia el este hasta los suburbios del sur y oeste de Worcester. Cuando Massachusetts perdió un distrito del Congreso después del censo de 2010, la mayor parte del territorio de Neal, incluida su casa en Springfield, se fusionó con el primer distrito, en manos de su colega demócrata John Olver. Si bien conservaba el número de distrito de Olver, geográfica y demográficamente era más importante el distrito de Neal; ahora cubría casi toda el área metropolitana de Springfield. La perspectiva de una competencia entre titulares se evitó cuando Olver se retiró. El nuevo 1.º no era menos demócrata que el antiguo 2.º, y Neal fue reelegido sin muchas dificultades en 2012, 2014 y 2016.
En las primarias demócratas de 2018, Neal derrotó a la abogada de Springfield Tahirah Amatul-Wadud, 70,7% contra 29,3%. En los últimos días de la campaña, Neal tenía 3,1 millones de dólares en el banco frente a los 20 000 dólares de Amatul-Wadud.
El alcalde de Holyoke, Alex Morse, desafió sin éxito a Neal en las elecciones primarias demócratas de 2020. En esta ocasión, Neal recibió la mayor cantidad de dinero del PAC de cualquier candidato: 3,1 millones de dólares de su total de 4,9 millones recaudados.

### Posicionamiento político

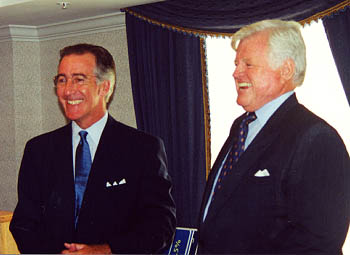
Neal con el senador Ted Kennedy

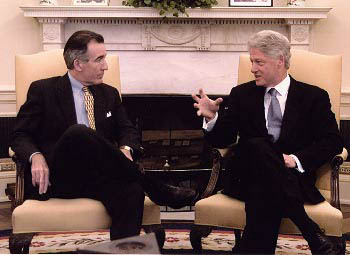
Neal con el presidente Bill Clinton en la Casa Blanca

Neal tiene un historial político marcadamente liberal. Estadounidenses por la Acción Democrática (ADA) le otorgó un "cociente liberal" del 100 por ciento por su historial de votación de 2008, y la organización lo nombró uno de los "héroes de la ADA" del año. La Unión Conservadora Estadounidense (ACU) le otorgó una "calificación de por vida" del 8,19 por ciento en función de sus votos de 1989 a 2009. En el 110.º Congreso de los Estados Unidos, Neal votó en las directrices del Partido Demócrata en el 98,9 por ciento de las ocasiones; en el 111.º Congreso de los Estados Unidos, siguió las pautas del partido el 95% de las veces.
Se mantuvo fiel a la posición declarada del presidente Joe Biden el 100% de las veces en el 117.º Congreso de los Estados Unidos, según un análisis de FiveThirtyEight.
Para las Primarias presidenciales del Partido Demócrata de 2020, apoyó a la senadora de Massachusetts Elizabeth Warren, creyendo que ella es la mejor candidata para oponerse a Trump en cuestiones económicas.
Neal se desempeñó como miembro del Comité Directivo Demócrata de la Cámara en el 105.º Congreso y fue el "whip" de los demócratas en la Cámara. Es copresidente del Caucus del Congreso de Nueva Inglaterra, un grupo que tiene como objetivo promover los intereses regionales de Nueva Inglaterra.

### Políticas económicas
Con varios puestos en comités, Neal ha hecho de la política económica el centro de su carrera, aunque su éxito ha sido desigual. Cumplió sus dos primeros mandatos en el Comité de la Cámara de Servicios Financieros de los Estados Unidos, donde sirvió en el Subcomité de Instituciones Financieras y Política Monetaria. Mientras se redactaba la ley de reforma bancaria de 1991, advirtió que la propuesta del presidente George H. W. Bush podría afectar negativamente a las pequeñas empresas y a los autónomos. Introdujo una enmienda para exigir informes sobre los préstamos a estas empresas, que fue adoptada.
En 1993, se trasladó al Comité de Medios y Arbitrios de la Cámara de Representantes. Ha sido presidente del Subcomité de Impuestos de la Cámara de Representantes de los Estados Unidos desde 2008 y es miembro del Subcomité de Comercio. Anteriormente sirvió en los subcomités de Fiscalización y Seguridad Social. A finales de la década de 2000, los analistas consideraban a Neal como un probable candidato a presidente del Comité de Medios y Arbitrios y, tras la partida de Charles B. Rangel en 2010, se postuló para el puesto. En junio de 2010, mientras aspiraba a la presidencia, invitó a los contribuyentes de la campaña a una recaudación de fondos de fin de semana de 5.000 dólares por persona en Cabo Cod. Esto provocó críticas de The Boston Globe, que lo criticó por "[acceder] a la cultura monetaria de la capital".
Según Politics in America del Congressional Quarterly, una de las prioridades legislativas, desde hace tiempo, de Neal es simplificar la legislación tributaria. Neal ha abogado durante mucho tiempo por la derogación del Impuesto Mínimo Alternativo (AMT), creyendo que sus efectos han alcanzado niveles de ingresos irrazonablemente bajos. Lideró un movimiento infructuoso para reformar el AMT en 2007. En 1998 presionó con éxito para que se eximiera un crédito tributario por hijos de ser afectado por el AMT, y en 2001 el Congreso hizo la exención permanente a instancias suyas. Votó en contra de los recortes de impuestos de 2001 y 2003, diciendo que obligarían a millones a ingresar al AMT. Otra prioridad de Neal es eliminar las "lagunas" fiscales que favorecen a las personas con mayores ingresos. Fue el principal proponente de un proyecto de ley para exigir a los contratistas federales que pagaran impuestos federales por los trabajadores contratados a través de "empresas fantasma". El proyecto de ley HR 6081, fue aprobado por ambas cámaras del Congreso por unanimidad y se convirtió en ley en mayo de 2008.
En política comercial, Neal tiene un historial moderado y apoya la reducción de barreras comerciales. Votó en contra del Tratado de Libre Comercio de América del Norte (TLCAN) en 1993. En 1995 y 2002 votó en contra de proyectos de ley de vía rápida que otorgaban al presidente la autoridad para negociar acuerdos comerciales sin enmiendas por parte del Congreso. En 2007 votó a favor del Tratado de Libre Comercio Perú-Estados Unidos a pesar de cierta oposición demócrata.
En diciembre de 2019, encabezó la delegación demócrata que negoció el Tratado entre México, Estados Unidos y Canadá con la administración Trump. Según los demócratas, se llegó a un acuerdo que prevé una mayor protección para los trabajadores estadounidenses y una mayor consideración de las cuestiones medioambientales.
Es un firme partidario del programa de Seguridad Social. Pasó del subcomité de Comercio al subcomité de Seguridad Social en 2005 para desafiar los intentos del presidente George W. Bush de privatizarlo parcialmente. Impulsó una propuesta para inscribir automáticamente a los empleados en Cuentas de Jubilación Individual (IRA) y presionó con éxito al presidente Barack Obama para que la incluyera en un esquema presupuestario propuesto para 2009.
En febrero de 2019, fue criticado por no ejercer con prontitud su autoridad como presidente del Comité de Medios y Arbitrios para citar las declaraciones de impuestos de Donald Trump. Alegando la necesidad de construir un caso sólido en una posible demanda, Neal retrasó dar este paso hasta mayo de 2019. Exigió ver las declaraciones de impuestos personales del presidente Donald Trump de los últimos seis años, lo cual era necesario para investigar su comportamiento. Trump había prometido publicarlos durante la campaña presidencial de 2016, pero se echó atrás.
En 2019, el Comité de Medios y Arbitrios de la Cámara dirigido por Neal aprobó un proyecto de ley que prohibiría al IRS crear un sistema electrónico gratuito de presentación de impuestos. Durante sus campañas de 2016 y 2018, Neal recibió 16 000 dólares en contribuciones de Intuit y H&R Block, dos compañías de preparación de impuestos que han presionado contra la creación de sistemas gratuitos de presentación de impuestos.
Por su mandato como presidente del Comité de Medios y Arbitrios de la Cámara de Representantes en el 116.º Congreso, Neal obtuvo una calificación de "F" del Índice de Audiencias de Supervisión del Congreso del "Lugar Center", una institución de políticas públicas sin fines de lucro, fundada y presidida por el exsenador republicano Richard Lugar.

### Política exterior
Descendiente de abuelos nacionalistas irlandeses, Neal ha sido un defensor de las causas irlandesas a lo largo de su carrera en el Congreso, presionando para mantener a Estados Unidos involucrado en el Proceso de paz en Irlanda del Norte. Es copresidente del Comité ad hoc sobre Asuntos Irlandeses, ha sido presidente de Friends of Ireland (una organización del Congreso de los Estados Unidos para apoyar iniciativas de paz y reconciliación en Irlanda del Norte) desde 2007 y fue considerado candidato a embajador de Estados Unidos en Irlanda en 1998. Después del desarme del Ejército Republicano Irlandés (IRA) en septiembre de 2005, Neal estaba entre un grupo de congresistas que se reunieron con el diputado del Sinn Féin, Martin McGuinness, para felicitarlo por el desarme y garantizar que se hubiera alcanzado una paz duradera. Neal invitó al presidente del Sinn Féin, Gerry Adams, a la toma de posesión de Barack Obama en enero de 2009. Neal ha sido nombrado uno de los 100 mejores irlandeses-estadounidenses por la revista Irish America y recibió el Premio al Liderazgo Internacional de "The American Ireland Fund" en 2002.

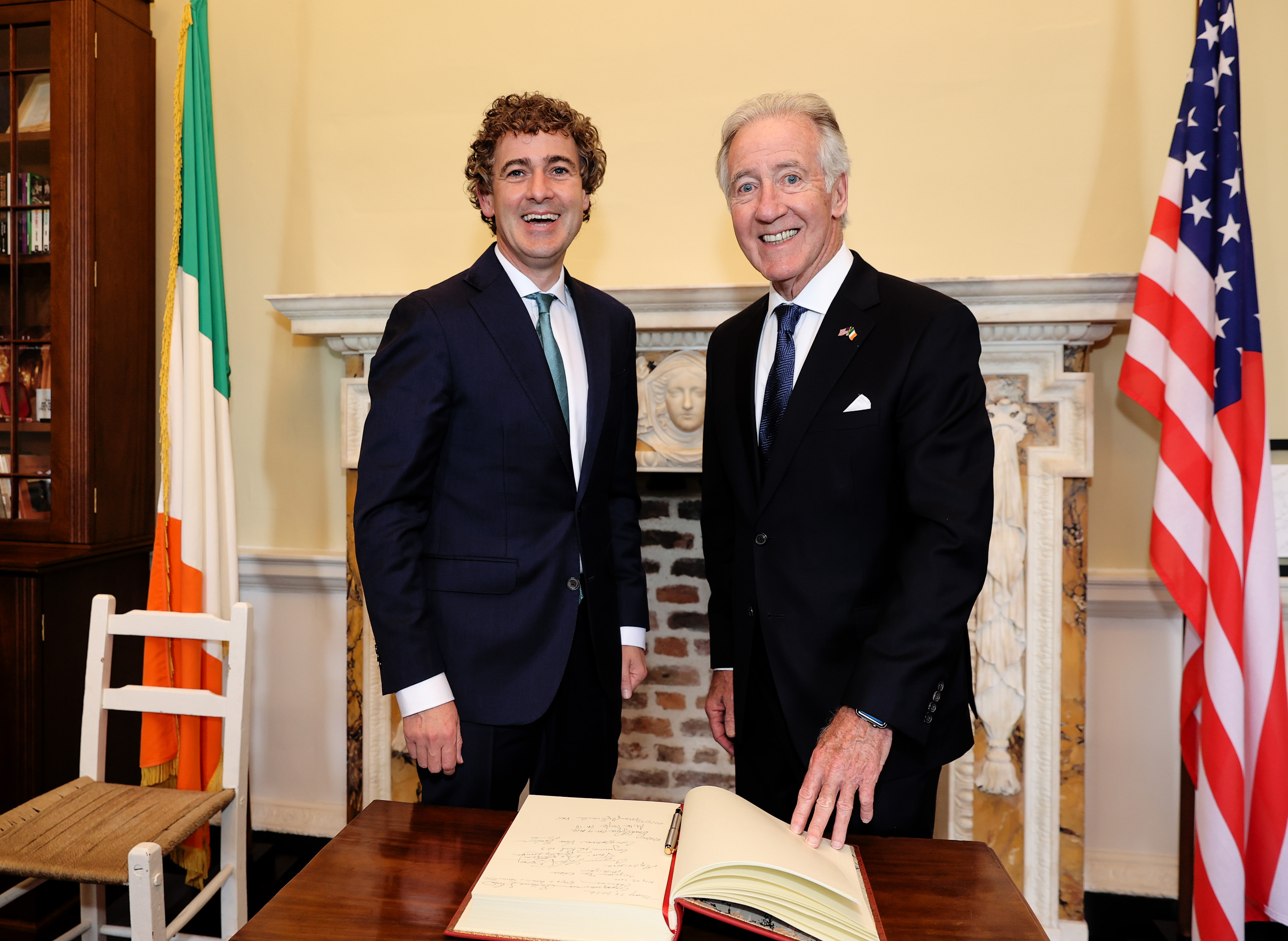
Neal con el vicepresidente del Senado irlandés, Mark Daly, en mayo de 2022 durante una visita a la República de Irlanda.

Neal se opuso a la guerra de Irak, alegando que se basó en una información falsa de los Servicios de Inteligencia. Votó en contra de la invasión en 2003 y se opuso también a la solicitud del presidente Bush de enviar tropas adicionales en 2006. Citó los asuntos de los veteranos como su máxima prioridad en 2010.
En 2017, respaldó la Ley Antiboicot de Israel, cuyo objetivo era castigar a las empresas que boicotean a Israel.
En febrero de 2022, a comienzos de la invasión rusa de Ucrania, Neal declaró: 

«La actual invasión del ejército ruso no es más que un intento del presidente Putin de suprimir el riesgo inminente de revoluciones democráticas que han tenido lugar en los países vecinos durante los últimos treinta años. La resiliencia mostrada por el pueblo ucraniano es admirable y apoyo a la administración Biden y a nuestros aliados en sus esfuerzos por repeler este ataque a la soberanía de Ucrania.»

En julio de 2023, Neal estuvo entre los 49 demócratas que se opusieron al presidente Biden, al votar en contra de la entrega de bombas de racimo a Ucrania en el curso de la guerra que mantiene con Rusia.

### Sanidad
Defensor desde hace mucho tiempo de la reforma del sistema de salud, participó en los principales esfuerzos de reforma del sistema de salud de 1993–94 y 2009–10. Al trabajar en el fallido plan de atención médica de Clinton de 1993, sirvió a los intereses de las principales compañías médicas y de seguros de salud de su distrito, logrando un compromiso que permitía a las compañías de seguros cobrar primas más altas a las pequeñas empresas. Más tarde, durante la administración Obama, participó en la redacción del proyecto de ley de reforma de la atención médica de 2009 de la Cámara, la Ley del Cuidado de Salud a Bajo Precio. Como presidente del subcomité de Medidas Selectas de Ingresos, participó en el desarrollo del plan de financiamiento del proyecto de ley. Explicó que sus prioridades eran abordar "las condiciones preexistentes, limitar los gastos de bolsillo y garantizar que las personas no pierdan su atención médica si pierden su trabajo". A pesar de su apoyo a la ley, habló sobre su preferencia por un enfoque "poco sistemático" para la reforma del sistema de salud, diciendo que permitiría un debate más razonable.
Como presidente del Comité de Medios y Arbitrios de la Cámara de Representantes, antes de una audiencia en marzo de 2019 sobre Medicare para todos, Neal dijo a los demócratas presentes que no quería que se utilizara la frase "Medicare para todos". Sostuvo que Medicare para Todos estaba equivocado en cuanto a política y era un error político. En diciembre de 2019, algunos culparon a Neal por anular una legislación que habría puesto fin a las facturas médicas sorpresa, sospechando que podría haber sido debido a donaciones de los "lobbyists" de la industria para su campaña de reelección. A partir del periodo electoral 2019-20, Neal ocupa el tercer lugar entre los miembros de la Cámara en contribuciones de campaña de la industria de servicios de salud/HMO. Las industrias farmacéutica y de seguros se encuentran entre los principales contribuyentes a su comité de campaña.

### Otras políticas

#### Sistema de pensiones
Neal presentó la Ley SECURE (Setting Every Community Up for Retirement Enhancement) bipartidista de 2019, que contenía una serie de disposiciones para ampliar el acceso a las opciones de planificación de la jubilación y alentar a los empresarios a establecer planes de jubilación para los trabajadores. El proyecto de ley, presentado originalmente a finales de marzo de 2019, se convirtió en ley en diciembre de 2019 como parte del proyecto de ley de asignaciones federales del año fiscal 2020.

#### Aborto
Neal, que representa un distrito relativamente católico, tiene un historial más conservador en materia de aborto que otros representantes de Massachusetts. En 2010 dijo: 

"Siempre me he opuesto a la financiación del aborto por parte de los contribuyentes. Mantendría la doctrina Roe vs. Wade y lo restringiría. Siempre he pensado: mantener el aborto, con restricciones para el aborto a partir de la semana 24. [Dado] el patrón de votación que tengo, ambas partes dirían que estoy mezclado, y ¿saben qué? Ahí es donde está el pueblo estadounidense".

 Votó a favor de la Ley de Prohibición del Aborto por Nacimiento Parcial de 2003 , que hizo ilegal el procedimiento de aborto intacto por dilatación y extracción en la mayoría de los casos. Durante el debate sobre el proyecto de ley de reforma de la atención médica de la Cámara, votó a favor de la Enmienda Stupak-Pitts para restringir la financiación gubernamental del aborto. En 2021, Neal fue incluido como copatrocinador original de la Ley de Protección de la Salud de la Mujer.

#### Otras cuestiones
En otras cuestiones sociales, Neal tiene un historial moderado: apoya una propuesta de enmienda constitucional para prohibir la profanación de la bandera estadounidense y votó dos veces en contra de una enmienda para prohibir el matrimonio entre personas del mismo sexo.